# スリヴェン・トロリーバス
スリヴェン・トロリーバス（ブルガリア語: ）は、ブルガリアの都市・スリヴェンのトロリーバス。1980年代に開通した路線で、2025年現在は路線バスと共に旅客輸送株式会社（Пътнически превози ЕООД ）による運営が行われている。

## 概要
1980年代のブルガリアでは、政府の主導によりトロリーバスの導入が各地で進められていた。スリヴェン市内のトロリーバスもその1つであり、都市の発展に合わせる形で1986年5月24日から営業運転を開始した。しかし、それ以降設備の更新は行われず、車両についても開業時に導入された車両（シュコダ14Tr）の同型車両が他都市から譲渡された事以外長らく増備は行われていなかった。そのため、2019年時点でトロリーバスが営業運転を実施しているのは1系統に縮小し、運行可能なトロリーバス車両も4両のみとなっていた。

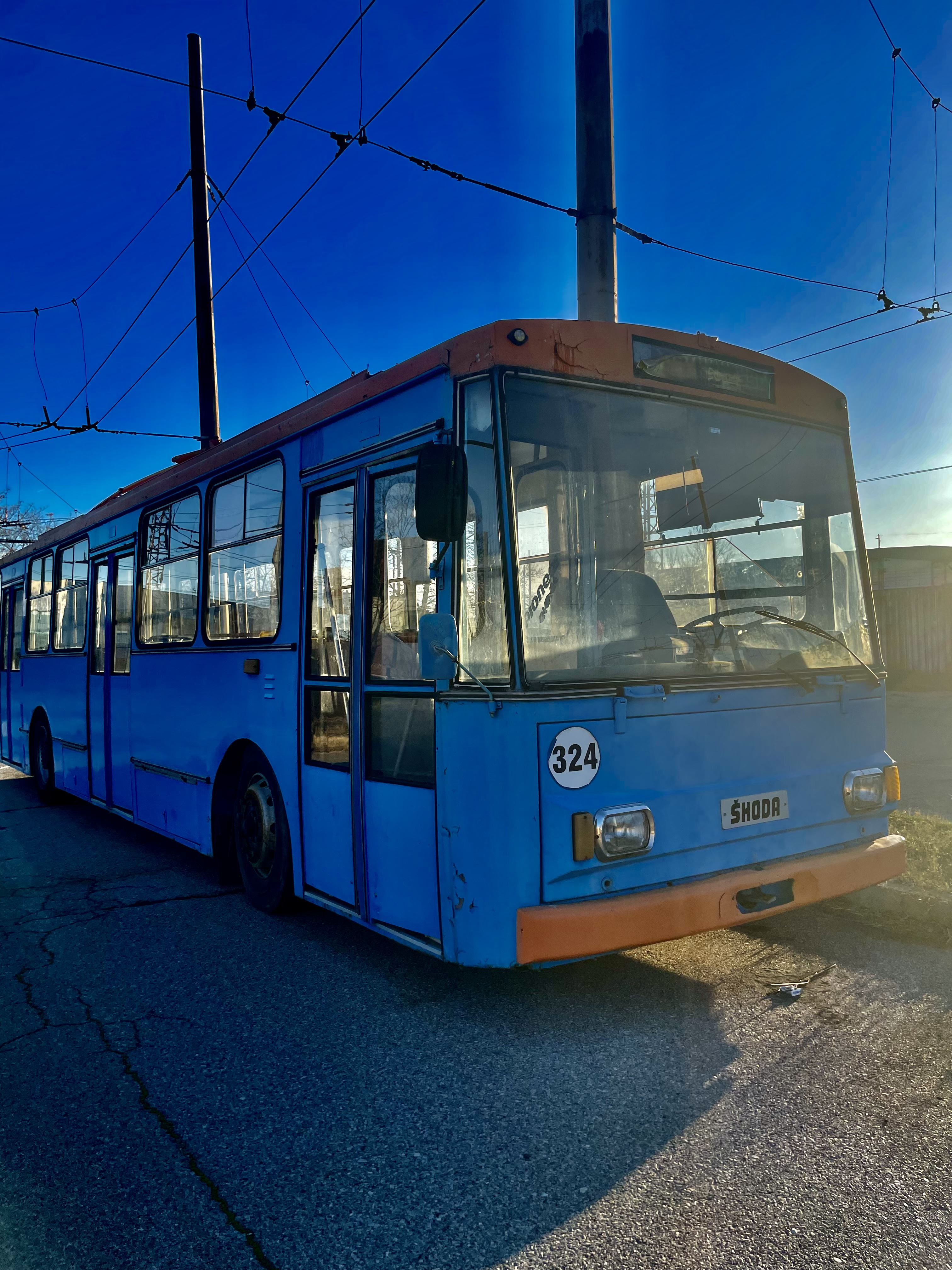
開業時に導入されたシュコダ14Tr（2024年撮影）

一時はトロリーバスの全廃も検討されたが、2019年に電気バスの導入に合わせてトロリーバスについても設備の更新に加えて新型車両の導入が実施される事が決定し、2023年以降チェコのSORリブハヴィ製のSOR TNS 12が6両導入されている。一方、運行については2025年時点で以下の4系統が設定されているが、トロリーバス車両と並行して旅客輸送株式会社が所有するディーゼルバスによる運行が実施されている。
| 系統番号 | 起点                            | 終点             | 備考 |
| -------- | ------------------------------- | ---------------- | ---- |
| 3        | Диспечерски пункт "Дюлева река" | Тролейбусно депо |      |
| 7        | Подстанция"Комуна"              | Център           |      |
| 18       | Диспечерски пункт "Дюлева река" | Тролейбусно депо |      |
| 201      | Диспечерски пункт "Дюлева река" | Център           |      |